# Bunjevačko žackalo
Bunjevačko žackalo je bio humorističko-satirični list na hrvatskom jeziku iz Subotice. Bio je prvim takvim listom u bačkih Hrvata.
List je izlazio u prvoj polovici 1940. godine i izašao je u sedam brojeva. Prvi je broj izašao 2. veljače 1940. godine.
Izlazio je dvaput mjesečno. Zbog svojih huncutskih primjedaba na račun državne politike (primjerice, u broju od 21. veljače 1940. objavljen je sljedeći satirični komentar: "U Subotici živi 75000 Bunjevaca - Hrvata, 20000 Madžara i 6-7000 Srba, te je zato proglašena za srpsku varoš". Zbog toga je brzo došao u nemilost što je rezultiralo prestankom njegova izlaženja. 
Uređivali su ga Geza Sekelj i Grgo Prćić.